# Ernst Friedrich Arendt
Ernst Friedrich Arendt (* 1709; † 3. April 1762) war ein preußischer Beamter.

## Leben
Zur Herkunft und Ausbildung von Ernst Friedrich Arendt liegen keine Erkenntnisse vor.
Er begann seine Laufbahn als Kriegs- und Domänenrat in der Pommerschen Kriegs- und Domänenkammer in Stettin und zeichnete sich bei der Untersuchung eines Steuerkassenfehlbetrags von über 43.000 Reichstalern, für die der Kriegs- und Domänenrat Joachim Liebeherr (* 1703) verantwortlich war, aus.
Im Frühjahr 1754 war er Kandidat für das Amt des Kammerdirektors in Aurich, wurde jedoch am 3. Dezember 1754 zum Finanzrat im Generaldirektorium, als Nachfolger des verstorbenen Friedrich August von Schmidt (1684–1754), ernannt.
Seiner Witwe wurde im Herbst 1766 eine Bitte um Zahlung einer Pension für den Unterhalt der vier Kinder nicht gewährt.